# Niepołomice
Niepołomice (udtale: Niepowomitse [ɲɛpɔwɔˈmʲit͡sɛ]) er en by og kommune (Gmina) i det sydøstlige Polen. Den ligger i voivodskabet Lillepolen (Województwo małopolskie) og har 15.697(2021) indbyggere, og et areal på 	27,1 km². Den ligger omkring 40 km fra begge, og er en del af powiat (amt) Wieliczka.
Niepołomice ligger 65 km fra grænsen til Slovakiet, ligger ved floden Wisła på kanten af det store skovområde Niepołomiceskoven. Der er et jagtslot fra det 14. århundrede i byen, som oprindeligt blev bygget af Kasimir 3., samt et bevaringscenter for europæisk bison (polsk Żubry) i nærheden.
- Jagtslottet
- Rådhus
- Kireken for de 10.000 martyrer